# For Alice
For Alice – album polskiego akordeonisty Marcina Wyrostka m.in. z jego autorskimi kompozycjami, inspirowany słowiańską muzyką ludową, muzyką latynoamerykańską i filmową, wydany 14 lutego 2015 przez Agorę.
Artysta zadedykował płytę swojej żonie, Alicji "w podziękowaniu (...) za urodzenie synka Mikołaja".
Nagrania uzyskały status złotej płyty.

## Muzycy
- Marcin Wyrostek - akordeon
- Marcin Jajkiewicz - wokal
- Mateusz Adamczyk - skrzypce
- Daniel Popiałkiewicz - gitara
- Agnieszka Hasse-Rendchen - fortepian
- Piotr Zaufal - kontrabas
- Krzysztof Nowakowski - instrumenty perkusyjne

## Lista utworów
1. Palinka (+ Tango Corazon, Orkiestra Kameralna Aukso) - 4:03
2. For Alice (+ Tango Corazon, Orkiestra Kameralna Aukso) - 3:45
3. Pożegnanie (+ Tango Corazon, Orkiestra Kameralna Aukso) - 4:21
4. Śmierć Marii Królowej Szkotów (+ Tango Corazon, Orkiestra Kameralna Aukso) - 4:54
5. To ostatnia niedziela (+ Tango Corazon) - 5:25
6. Cinema Tango (+ Tango Corazon, Orkiestra Kameralna Aukso) - 3:33
7. Zrywany (+ Tango Corazon, Orkiestra Kameralna Aukso) - 5:32
8. Vuelvo Al Sur (+ Tango Corazon, Orkiestra Kameralna Aukso) - 8:08
9. Moldav (+ Tango Corazon, Orkiestra Kameralna Aukso) - 5:27
10. Zima - 3:26